# Václav Brožík
Václav Brožík alias Vaclav de Brozik (5 mars 1851 à Třemošná en royaume de Bohême – 15 avril 1901 à Paris 8e) est un historien de l'art et peintre tchèque, portraitiste et professeur à l'Académie impériale et royale des Beaux-Arts de Prague, membre associé des Beaux-Arts de Paris.

## Biographie

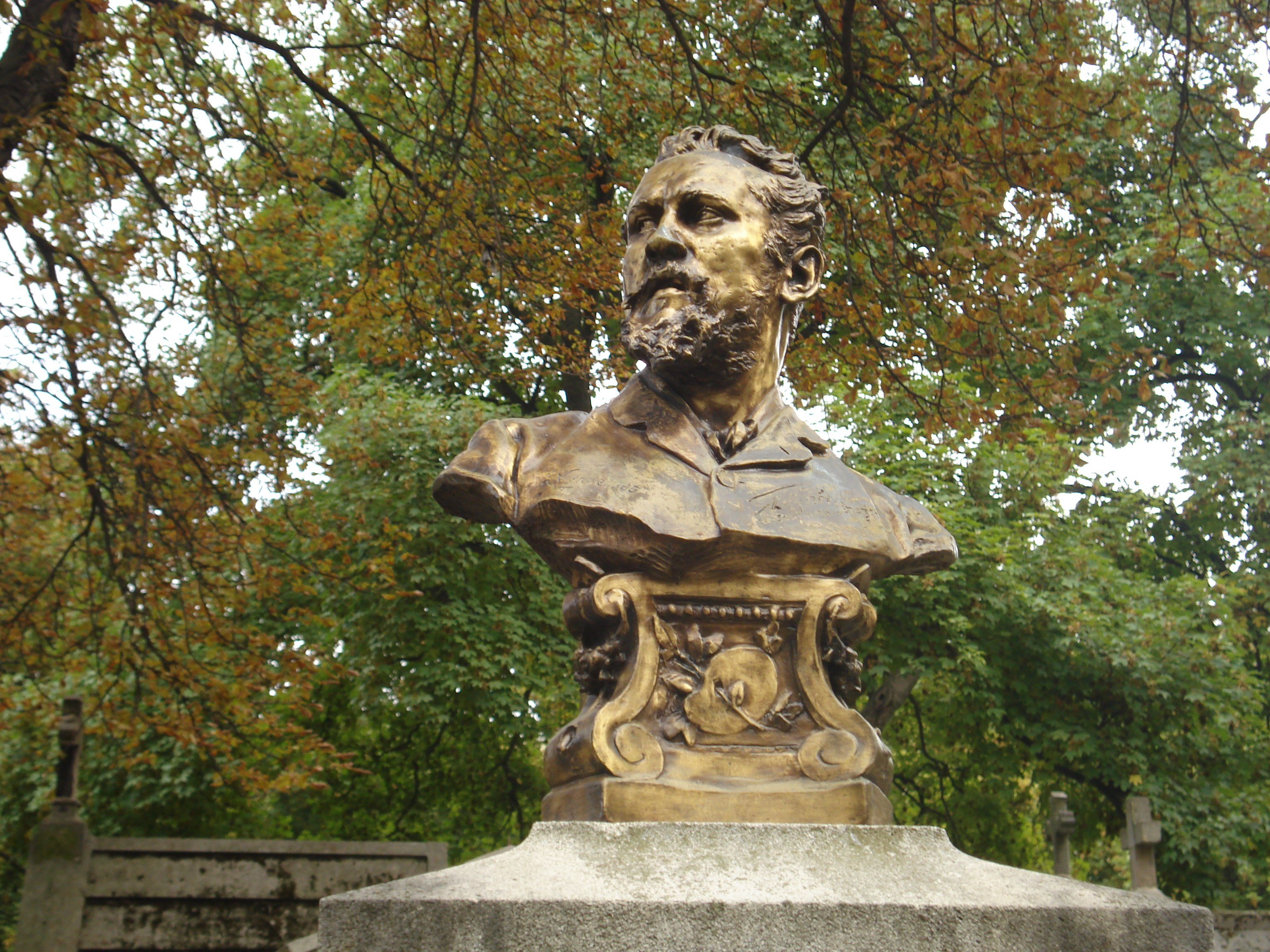
Tombe, cimetière de Montmartre

Fils de Joseph Brožík, maître-forgeron tchèque et de Catherine Sigmund, il naît à Třemošná en 1851. Il étudie la peinture et la lithographie durant sa jeunesse. À partir de 1868, il étudie à l'Académie des beaux-arts de Prague avec le peintre Emil Lauffer (de). En 1871, il poursuit ses études à l'École supérieure des beaux-arts de Dresde, ou il rencontre le peintre Alfred Kowalski, avec qui il devient ami. Ensemble, ils séjournent à Prague en 1872, puis à partir de 1873, à Munich, ou Brožík étudie à l'académie des beaux-arts de Munich. Il s'installe en 1876 à Paris, ou il fait carrière. Il épouse le 11 novembre 1879 à Paris 9e, Hermine Sedelmeyer (1861-1944), fille du célèbre marchand d'art Charles Sedelmeyer. Il fait la navette entre Paris et Prague, où il enseigne à l'académie des beaux-arts. En 1896, il devient membre de l'Académie des beaux-arts de Paris. En 1897 il est anobli par François-Joseph Ier (empereur d'Autriche) en tant que de Brozik von Valrose .
 Il décède prématurément en 1901 d'une crise cardiaque à Paris et repose au cimetière de Montmartre.

## Œuvres
- Le Matin, Château de Troja, Prague[2]

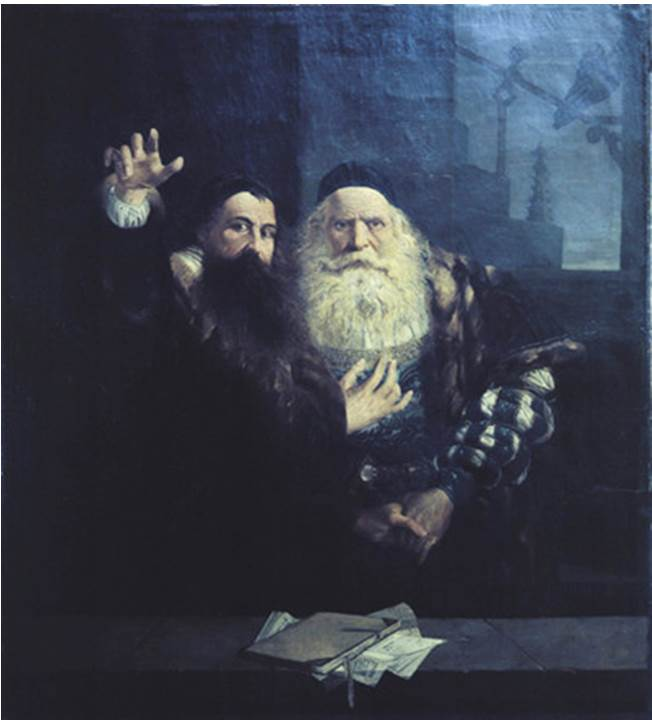
Jan Amos Komenský dit au revoir à Karel l'Ancien de Zerotín, 1873
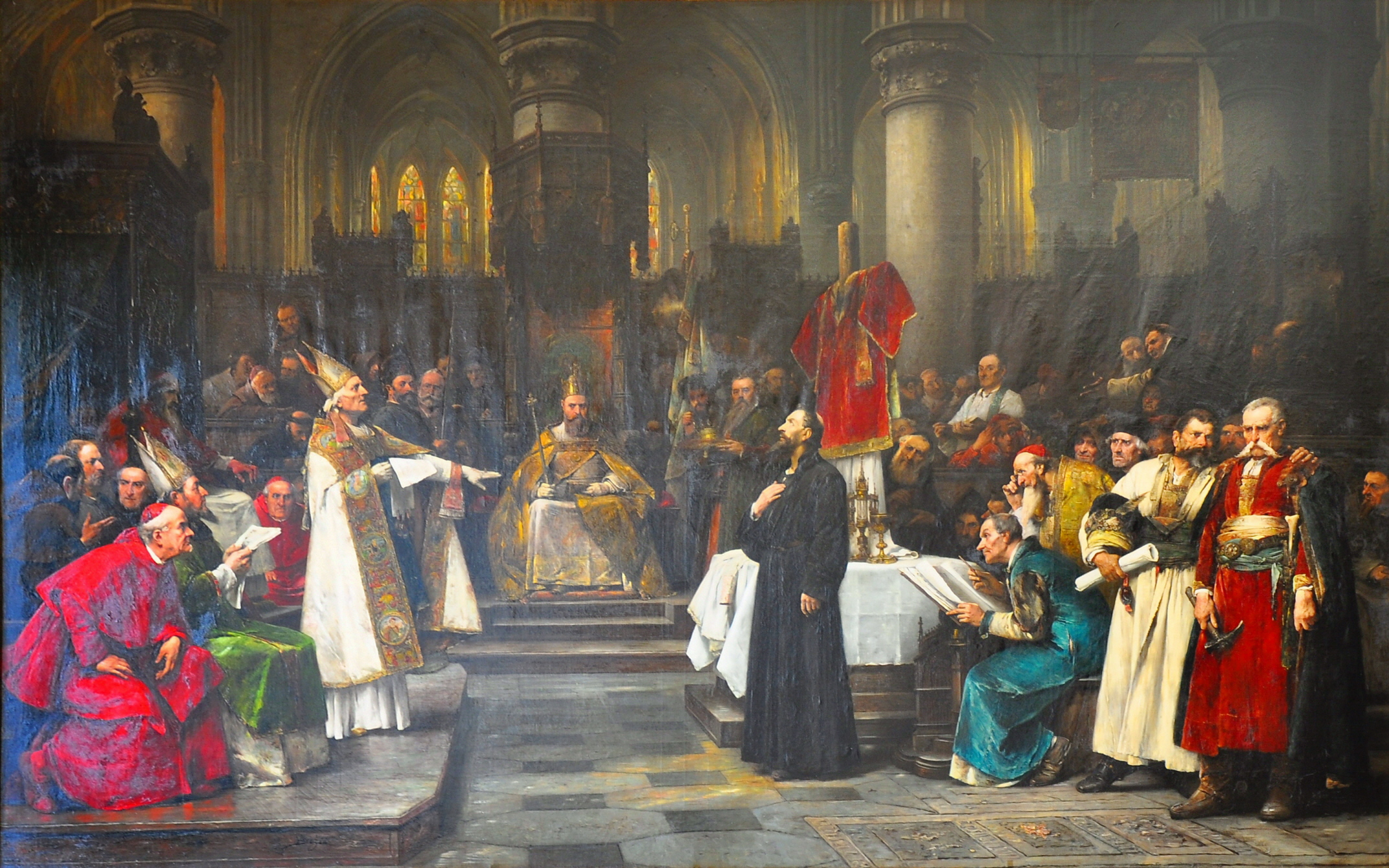
Jan Hus devant le concile de Constance, 1883, Ancien hôtel de ville de Prague
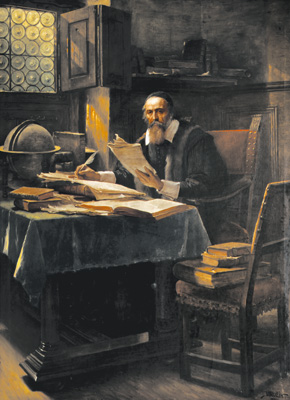
Jan Amos Komenský dans son étude à Amsterdam, 1891
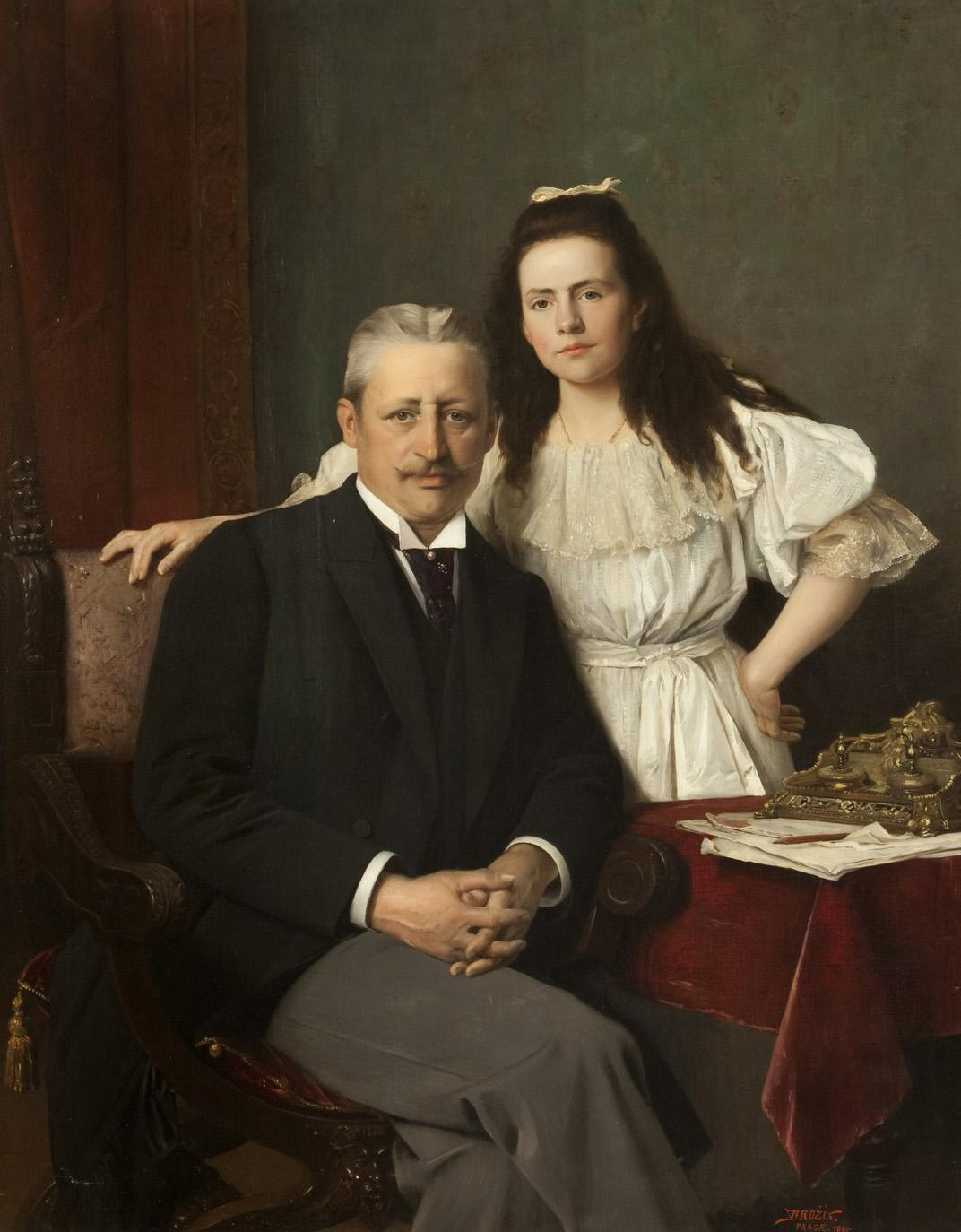
Portrait du comte de Seilern avec sa fille, 1895
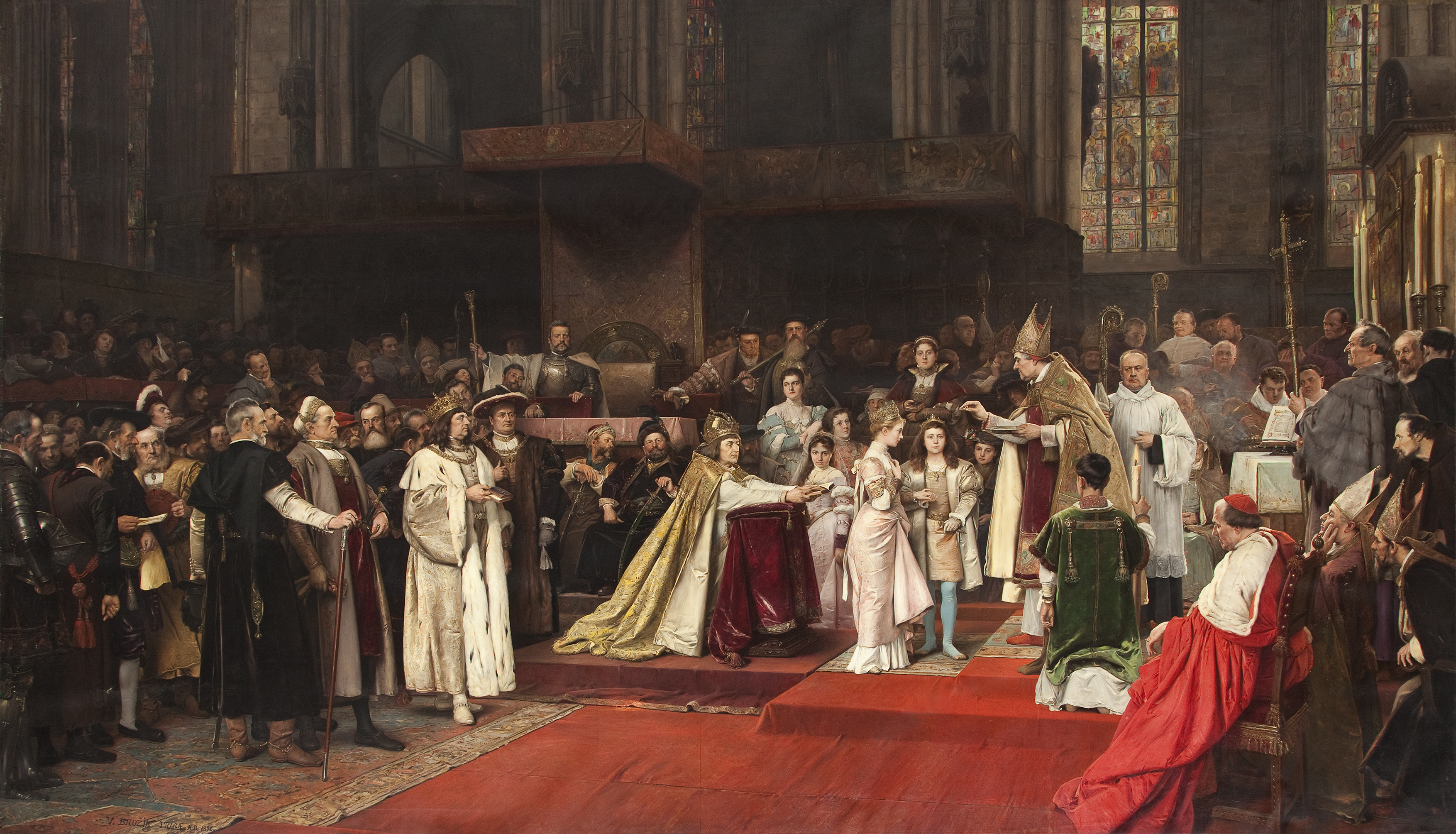
Tu felix Austria nube, 1896, Österreichische Galerie Belvedere
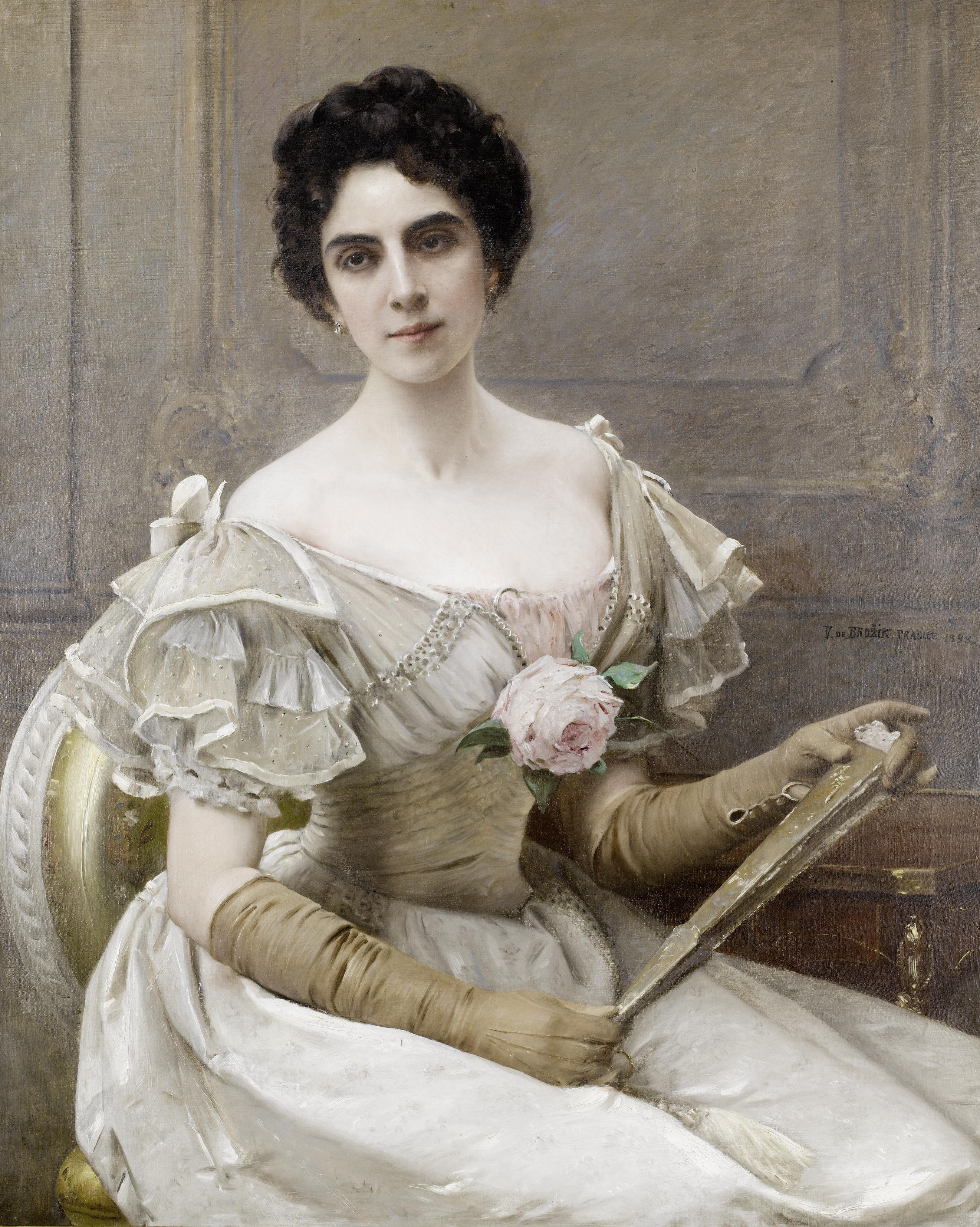
Au Bal, 1898
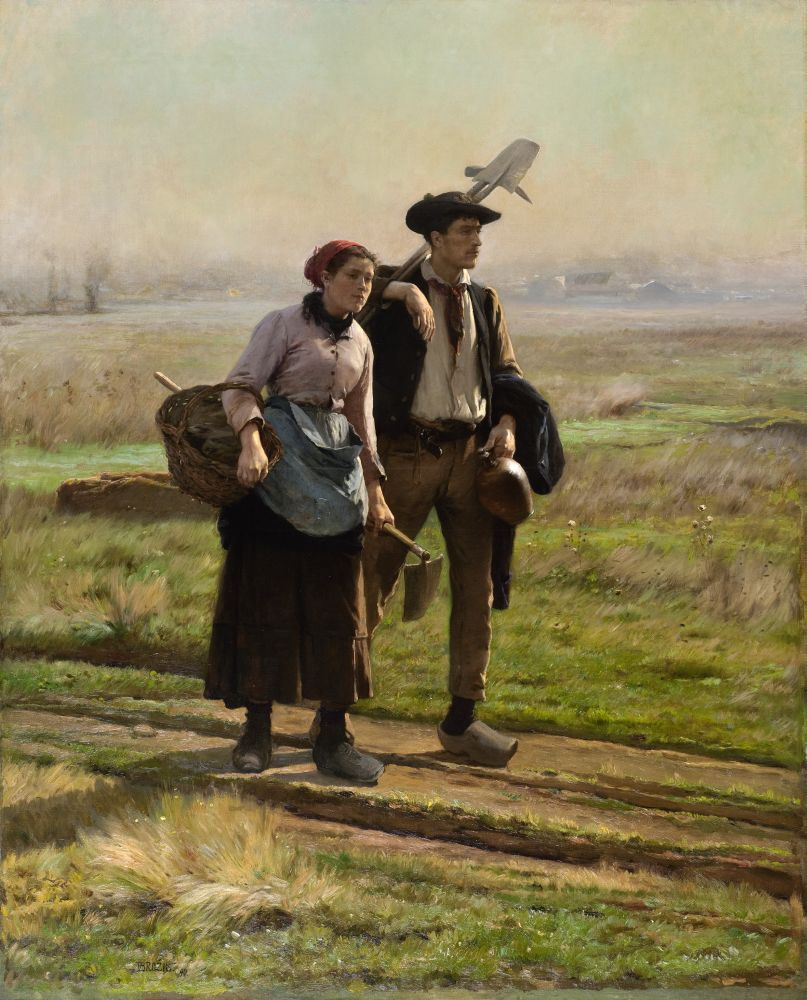
La Matinée, sans date
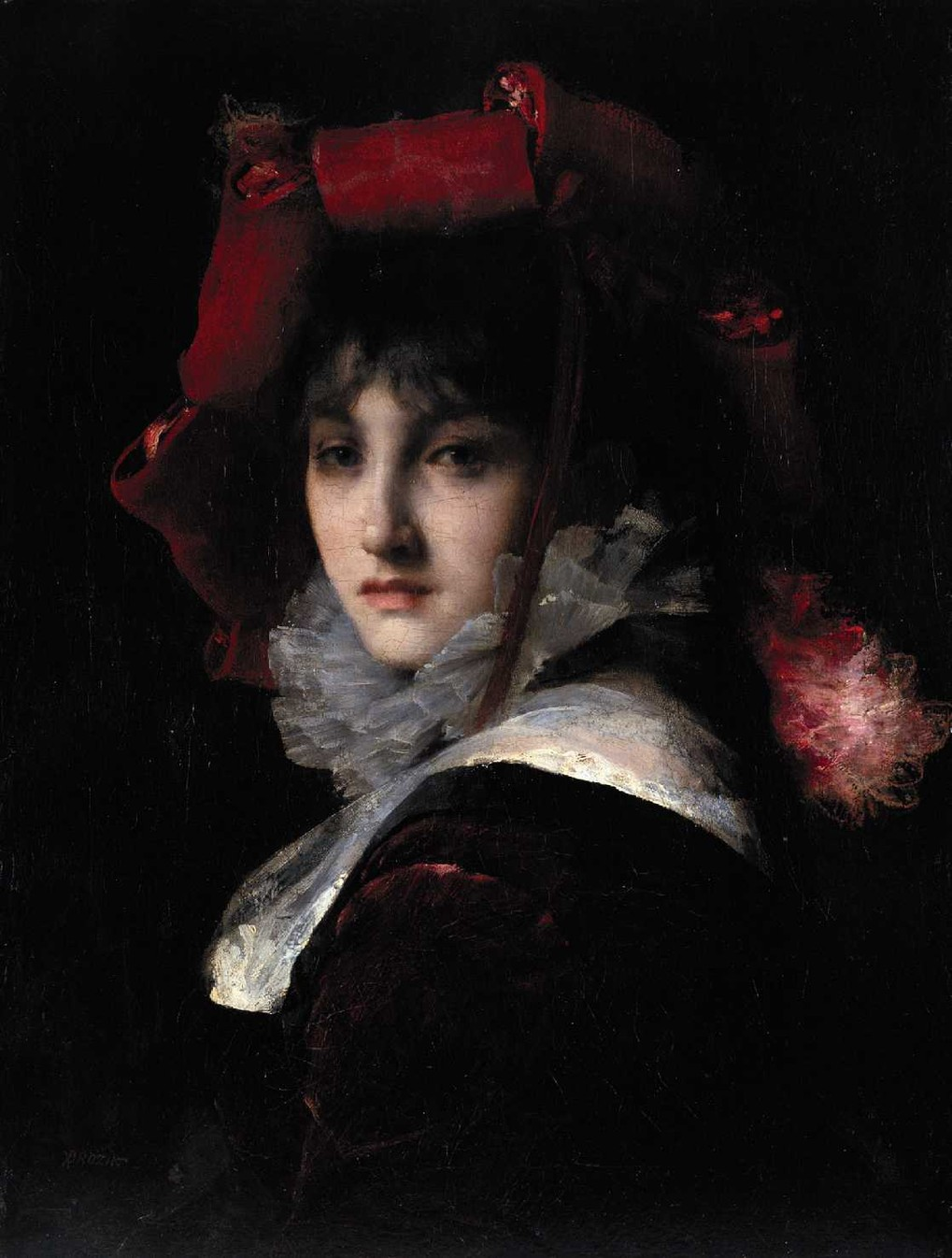
Portrait de Madame Christiane Fuller, sans date

## Distinction
- Chevalier de l'ordre de Léopold (15 janvier 1883)[3].